# Kvalifikation til VM i fodbold 2014 - UEFA Gruppe A
Gruppe A's kvalifikation til VM i fodbold 2014 var en af grupperne i forbindelse med den europæiske kvalifikation til VM i fodbold 2014. Kampene spilles imellem den 7. september 2012 til den 15. oktober 2013.

## Stilling
| Hold           | K  | V | U | T | M+ | M- | MF  | Pts |
| -------------- | -- | - | - | - | -- | -- | --- | --- |
| Belgien        | 10 | 8 | 2 | 0 | 18 | 4  | +14 | 26  |
| Kroatien       | 10 | 5 | 2 | 3 | 12 | 9  | +3  | 17  |
| Serbien        | 10 | 4 | 2 | 4 | 18 | 11 | +7  | 14  |
| Skotland       | 10 | 3 | 2 | 5 | 8  | 12 | −4  | 11  |
| Wales          | 10 | 3 | 1 | 6 | 9  | 20 | −11 | 10  |
| Nordmakedonien | 10 | 2 | 1 | 7 | 7  | 16 | −9  | 7   |

|                | Belgien | Kroatien | Nordmakedonien | Skotland | Serbien | Wales |
| -------------- | ------- | -------- | -------------- | -------- | ------- | ----- |
| Belgien        | —       | 1–1      | 1–0            | 2–0      | 2–1     | 1–1   |
| Kroatien       | 1–2     | —        | 1–0            | 0–1      | 2–0     | 2–0   |
| Nordmakedonien | 0–2     | 1–2      | —              | 1–2      | 1–0     | 2–1   |
| Skotland       | 0–2     | 2–0      | 1–1            | —        | 0–0     | 1–2   |
| Serbien        | 0–3     | 1–1      | 5–1            | 2–0      | —       | 6–1   |
| Wales          | 0–2     | 1–2      | 1–0            | 2–1      | 0–3     | —     |

## Kampe
| 7. september 2012 20:15 UTC+2 |

| Kroatien    | 1 – 0   | Nordmakedonien |
| ----------- | ------- | -------------- |
| Jelavić 69' | rapport |                |

| Stadion Maksimir, Zagreb Dommer: Alon Yefet |

| 7. september 2012 19:45 UTC+1 |

| Wales | 0 – 2   | Belgien                        |
| ----- | ------- | ------------------------------ |
|       | rapport | Kompany 41' · Vertonghen 83' · |

| Cardiff City Stadium, Cardiff Tilskuere: 20,156 Dommer: Stefan Johannesson |

| 8. september 2012 15:00 UTC+1 |

| Skotland | 0 - 0   | Serbien |
| -------- | ------- | ------- |
|          | rapport |         |

| Hampden Park, Glasgow Dommer: Jonas Eriksson |

| 11. september 2012 20:30 UTC+2 |

| Serbien                                                                          | 6 – 1   | Wales      |
| -------------------------------------------------------------------------------- | ------- | ---------- |
| Kolarov 16' · Tošić 24' · Đuričić 39' · Tadić 55' · Ivanović 80' · Sulejmani 90' | rapport | Bale 31' · |

| Karađorđe Stadium, Novi Sad Dommer: Duarte Gomes |

| 11. september 2012 20:45 UTC+2 |

| Belgien      | 1 – 1   | Kroatien     |
| ------------ | ------- | ------------ |
| Gillet 45+1' | rapport | Perišić 6' · |

| King Baudouin Stadium, Brussels Dommer: Alberto Undiano Mallenco |

| 11. september 2012 20:00 UTC+1 |

| Skotland   | 1 – 1   | Nordmakedonien |
| ---------- | ------- | -------------- |
| Miller 43' | rapport | Noveski 11' ·  |

| Hampden Park, Glasgow Tilskuere: 32.430 Dommer: Sergei Karasev |

| 12. oktober 2012 20:30 UTC+2 |

| Nordmakedonien | 1 – 2   | Kroatien                    |
| -------------- | ------- | --------------------------- |
| Ibraimi 16'    | rapport | Ćorluka 33' · Rakitić 61' · |

| Philip II Arena, Skopje Dommer: Peter Rasmussen |

| 12. oktober 2012 |

| Serbien | 0 – 3   | Belgien                                        |
| ------- | ------- | ---------------------------------------------- |
|         | rapport | Benteke 34' · De Bruyne 68' · Mirallas 90+1' · |

| Stadion Crvena Zvezda, Beograd Dommer: Pavel Královec |

| 12. oktober 2012 19:45 UTC+1 |

| Wales               | 2 – 1   | Skotland       |
| ------------------- | ------- | -------------- |
| Bale 81' (str.) 89' | rapport | Morrison 27' · |

| Cardiff City Stadium, Cardiff Tilskuere: 23.249 Dommer: Florian Meyer |

| 16. oktober 2012 20:45 UTC+2 |

| Belgien                   | 2 - 0   | Skotland |
| ------------------------- | ------- | -------- |
| Benteke 68' · Kompany 71' | rapport |          |

| King Baudouin stadium, Bruxelles Tilskuere: 44.132 Dommer: Tom Hagen |

| 16. oktober 2012 20:00 UTC+2 |

| Kroatien                    | 2 - 0   | Wales |
| --------------------------- | ------- | ----- |
| Mandžukić 27' · Eduardo 57' | rapport |       |

| Gradski Vrt, Osijek Tilskuere: 17.500 Dommer: Alexandru Tudor |

| 16. oktober 2012 20:30 UTC+2 |

| Nordmakedonien     | 1 - 0   | Serbien |
| ------------------ | ------- | ------- |
| Ibraimi 59' (str.) | rapport |         |

| Philip II Arena, Skopje Tilskuere: 26.181 Dommer: Bas Nijhuis |

| 22. marts 2013 18:00 UTC+1 |

| Kroatien                 | 2 - 0   | Serbien |
| ------------------------ | ------- | ------- |
| Mandžukić 23' · Olić 37' | rapport |         |

| Stadion Maksimir, Zagreb Tilskuere: 35.722 Dommer: Cüneyt Çakır |

| 22. marts 2013 20:45 UTC+1 |

| Nordmakedonien | 0 - 2   | Belgien                             |
| -------------- | ------- | ----------------------------------- |
|                | rapport | De Bruyne 26' · Hazard 62' (str.) · |

| Philip II Arena, Skopje Tilskuere: 15.947 Dommer: Deniz Aytekin |

| 22. marts 2013 20:00 UTC+1 |

| Skotland     | 1 - 2   | Wales                                 |
| ------------ | ------- | ------------------------------------- |
| Hanley 45+2' | rapport | Ramsey 72' (str.) · Robson-Kanu 74' · |

| Hampden Park, Glasgow Tilskuere: 39.365 Dommer: Antony Gautier |

| 26. marts 2013 20:45 UTC+1 |

| Belgien    | 1 - 0   | Nordmakedonien |
| ---------- | ------- | -------------- |
| Hazard 62' | rapport |                |

| Kong Baudouin stadion, Bruxelles Tilskuere: 44.230 Dommer: Olegário Bequerença |

| 26. marts 2013 20:30 UTC+1 |

| Serbien         | 2 - 0   | Skotland |
| --------------- | ------- | -------- |
| Đuričić 60' 66' | rapport |          |

| Karađorđe Stadion, Novi Sad Tilskuere: 6.500 Dommer: Istvan Vad |

| 26. marts 2013 19:45 UTC+0 |

| Wales    | 1 - 2   | Kroatien                   |
| -------- | ------- | -------------------------- |
| Bale 21' | rapport | Lovren 77' · Eduardo 87' · |

| Liberty Stadium, Swansea Tilskuere: 12.534 Dommer: Luca Banti |

| 7. juni 2013 20:45 UTC+1 |

| Belgien                      | 2 - 1   | Serbien       |
| ---------------------------- | ------- | ------------- |
| De Bruyne 13' · Fellaini 60' | rapport | Kolarov 87' · |

| Kong Baudouin stadion, Bruxelles Tilskuere: 45.844 Dommer: Stéphane Lannoy |

| 7. juni 2013 20:15 UTC+1 |

| Kroatien | 0 - 1   | Skotland        |
| -------- | ------- | --------------- |
|          | rapport | Snodgrass 26' · |

| Stadion Maksimir, Zagreb Tilskuere: 25.016 Dommer: David Fernández Borbalán |

| 6. september 2013 19:00 UTC+1 |

| Nordmakedonien                  | 2 - 1   | Wales        |
| ------------------------------- | ------- | ------------ |
| Tričkovski 20' · Trajkovski 80' | rapport | Ramsey 39' · |

| Philip II Arena, Skopje Tilskuere: 18.000 Dommer: Sascha Kever |

| 6. september 2013 20:00 UTC+1 |

| Skotland | 0 - 2   | Belgien                     |
| -------- | ------- | --------------------------- |
|          | rapport | Defour 34' · Mirallas 89' · |

| Hampden Park, Glasgow Tilskuere: 40.284 Dommer: Paolo Tagliavento |

| 6. september 2013 20:45 UTC+1 |

| Serbien      | 1 - 1   | Kroatien        |
| ------------ | ------- | --------------- |
| Mitrović 66' | rapport | Mandžukić 53' · |

| Stadion Crvena Zvezda, Beograd Tilskuere: 30.000 Dommer: Felix Brych |

| 10. september 2013 20:30 UTC+1 |

| Nordmakedonien | 1 - 2   | Skotland                 |
| -------------- | ------- | ------------------------ |
| Kostovski 85'  | rapport | Anya 60' · Maloney 89' · |

| Philip II Arena, Skopje Tilskuere: 14.093 Dommer: Fredy Fautrel |

| 10. september 2013 19:45 UTC+1 |

| Wales | 0 - 3   | Serbien                                    |
| ----- | ------- | ------------------------------------------ |
|       | rapport | Đorđević 8' · Kolarov 38' · Marković 55' · |

| Cardiff City Stadium, Cardiff Tilskuere: 10.923 Dommer: Szymon Marciniak |

| 11. oktober 2013 18:00 UTC+2 |

| Kroatien     | 1–2     | Belgien           |
| ------------ | ------- | ----------------- |
| Kranjčar 84' | Rapport | Lukaku 16', 38' · |

| Stadion Maksimir, Zagreb Tilskuere: 13.000 Dommer: Howard Webb (Ongland) |

| 11. oktober 2013 19:45 UTC+1 |

| Wales      | 1–0     | Nordmakedonien |
| ---------- | ------- | -------------- |
| Church 67' | Rapport |                |

| Cardiff City Stadium, Cardiff Tilskuere: 11.257 Dommer: Suren Baliyan (Armenien) |

| 15. oktober 2013 21:00 UTC+2 |

| Belgien       | 1–1     | Wales        |
| ------------- | ------- | ------------ |
| De Bruyne 64' | Rapport | Ramsey 88' · |

| Kong Baudouin Stadion, Bruxelles Tilskuere: 45.401 Dommer: Sergei Karasev (Rusland) |

| 15. oktober 2013 20:00 UTC+1 |

| Skotland                     | 2–0     | Kroatien |
| ---------------------------- | ------- | -------- |
| Snodgrass 28' · Naismith 73' | Rapport |          |

| Hampden Park, Glasgow Tilskuere: 30.172 Dommer: Ovidiu Hațegan (Rumænien) |

| 15. oktober 2013 20:30 UTC+2 |

| Serbien                                                               | 5–1     | Nordmakedonien |
| --------------------------------------------------------------------- | ------- | -------------- |
| Tošić 16' · Basta 19' · Kolarov 38' (str.) · Tadić 54' · Šćepović 74' | Rapport | Jahović 83' ·  |

| FK Jagodina Stadion, Jagodina Tilskuere: 8.294 Dommer: Richard Trutz (Slovakiet) |